# 阿塞拜疆国家艺术博物馆
阿塞拜疆国家艺术博物馆是阿塞拜疆最大的艺术博物馆。

## 历史
博物馆在1936年创建于巴库。该博物馆由两幢相邻的建于19世纪的建筑以及2018年重建后的第三栋楼组成。藏品超过15,000件。有超过3000件艺术品永久陈列在60多个房间中，大约有12,000件艺术品则保存在储藏室内。博物馆也经常更换展览让更多的藏品可以得到临时展出。